# Gustavo Modena
(Francesco Dall'Ongaro)
Gustavo Modena (Venezia, 13 gennaio 1803 – Torino, 20 febbraio 1861) è stato un attore teatrale e patriota italiano.
Al suo nome molte città, fra cui Milano, Roma, Genova, Torino, Padova, Firenze, Bologna e Rovereto hanno intitolato strade, piazze e teatri. Un busto che lo raffigura, opera dello scultore Carlo Lorenzetti, è collocato sulla cima del Gianicolo, a Roma; un altro, opera di Leonardo Bistolfi, sul lato est dell'aiuola Balbo a Torino. Una statua dell'attore, sempre di Lorenzetti, è esposta anche nei giardini di Venezia, sua città natale.
Genova, Vaiano, Palmanova e Trento gli hanno intitolato un teatro; nel capoluogo ligure il teatro è situato nell'omonima piazza del quartiere di Sampierdarena.
Intese l'attività teatrale come mezzo di elevazione e liberazione morale dell'individuo. È considerato uno dei migliori attori della prima metà del XIX secolo.

## Biografia

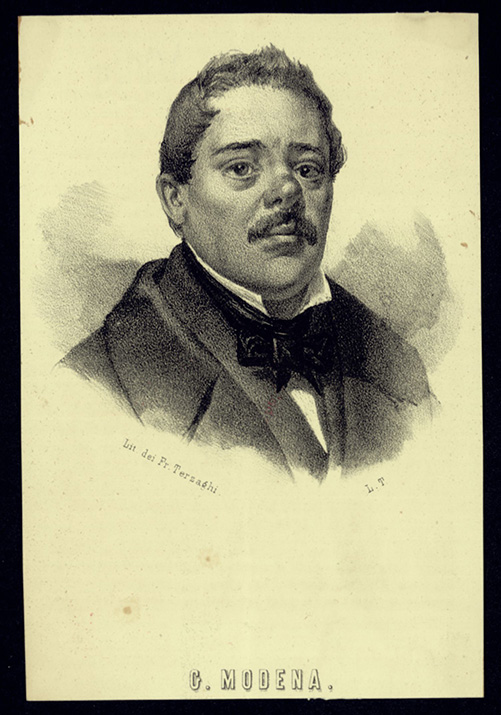
Ritratto di Gustavo Modena

Conosciuto per la sua recitazione assolutamente naturale, era figlio d'arte. Nacque infatti da Giacomo Modena, di Mori, attore drammatico teatrale, e da Maria Luisa Lancetti, anch'ella attrice. Iniziò a recitare sotto la guida del padre, che per professione svolgeva anche l'attività del sarto.
Laureatosi in giurisprudenza a Bologna nel 1821, preferì rinunciare alla carriera forense privilegiando l'attività di attore teatrale. Maestro di Tommaso Salvini ed Ernesto Rossi, debuttò in teatro nel 1824 recitando il ruolo di David nella tragedia Saul di Vittorio Alfieri.
Rimase fortemente scosso dai tumulti del 1821 e in uno scontro con la polizia rimase gravemente ferito. Radicato nella sua fede patriottica, partecipò ai moti risorgimentali del 1831 e aderì alla Giovine Italia di Giuseppe Mazzini. In conseguenza del suo impegno politico al pari di Mazzini fu costretto, con la moglie ginevrina Giulia Calame, a riparare in esilio, dapprima in Svizzera e Belgio (Bruges), quindi in Inghilterra dove si trovò a svolgere i più svariati mestieri.
A Londra ebbe modo comunque di suscitare ammirazione per l'abilità declamatoria dei versi della Divina Commedia (spettacolo Lectura Dantis).

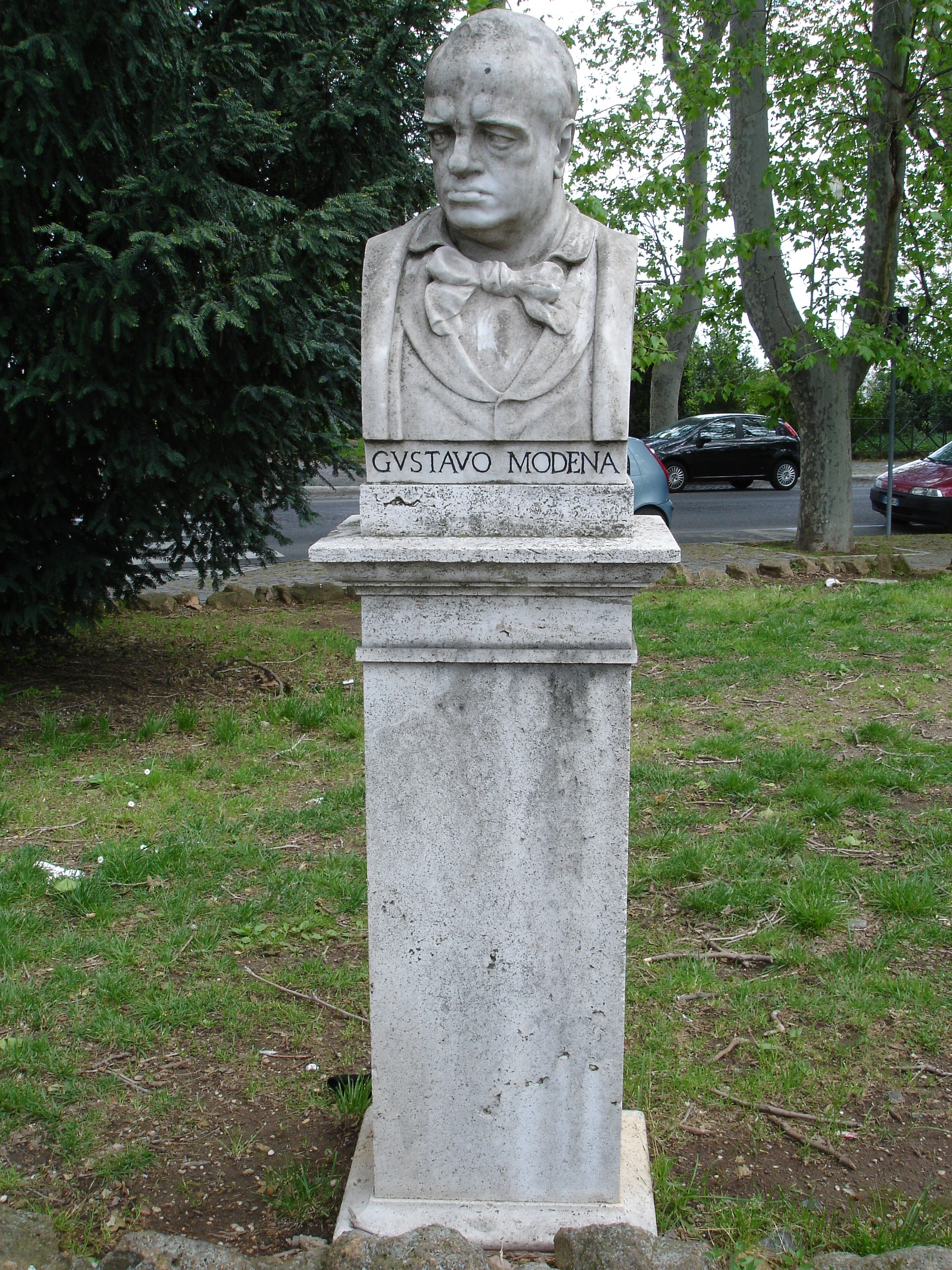
Busto di Gustavo Modena sul Gianicolo

Nel 1839, fatto ritorno nel Regno Lombardo-Veneto, costituì una propria compagnia con cui iniziò una tournée di sette anni in diversi stati della futura Italia ai quali gli era consentito di accedere. Terminata la tournée si dedicò prettamente alla politica limitando l'attività teatrale. Dopo le sconfitte del 1848-1849, si ritirò in Piemonte. Visse anche in Liguria, dove con la propria compagnia drammatica guidò con favorevoli risultati di critica la prima stagione assoluta del Teatro Colombo.

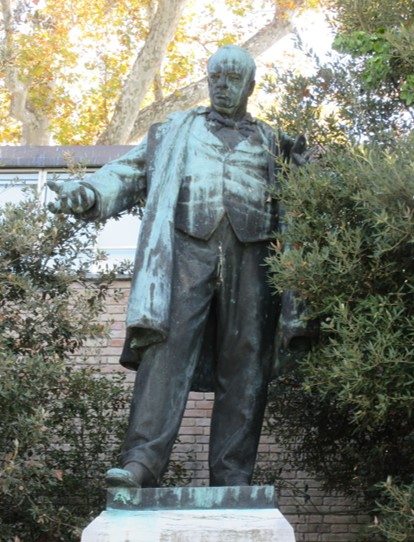
Monumento di Gustavo Modena nei Giardini Napoleonici di Venezia

Gustavo Modena fece parte della Massoneria, ed in suo onore fu intitolata un'importante loggia della capitale, nell'obbedienza di Piazza del Gesù.
Così descrisse il suo credo artistico: «L'arte per l'arte sola è cosa vuota di senso; e precipuo scopo del teatro è l'aprire gli occhi ai ciechi estirpando pregiudizi e superstizioni». Parlando delle ragioni che lo avevano condotto a portare sulla scena il Maometto di Voltaire aggiunse: «Molto sarà ottenuto se gli spettatori, più che sentire, saranno indotti a pensare».